# Sauldorf

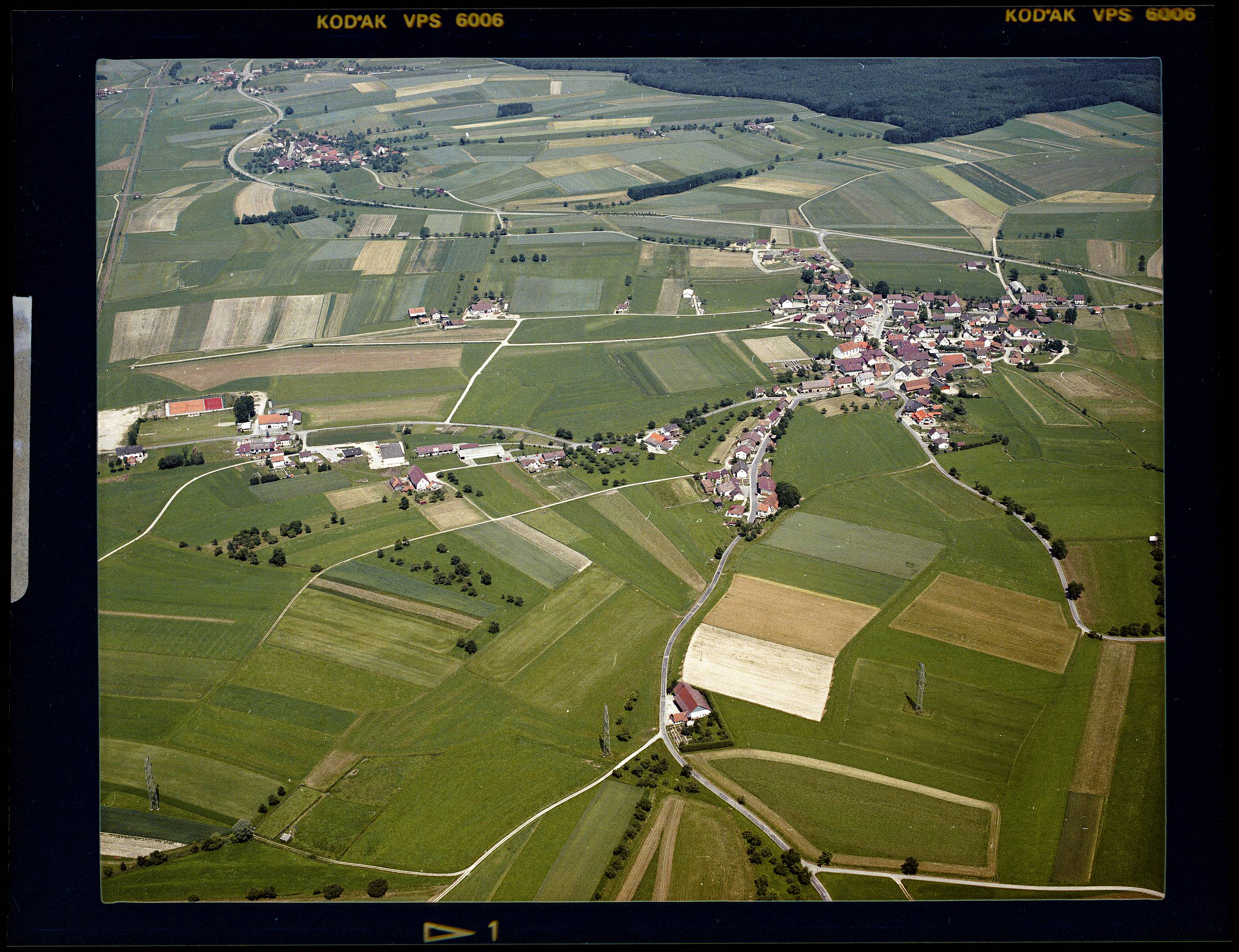
Luftbild von Sauldorf (1984)

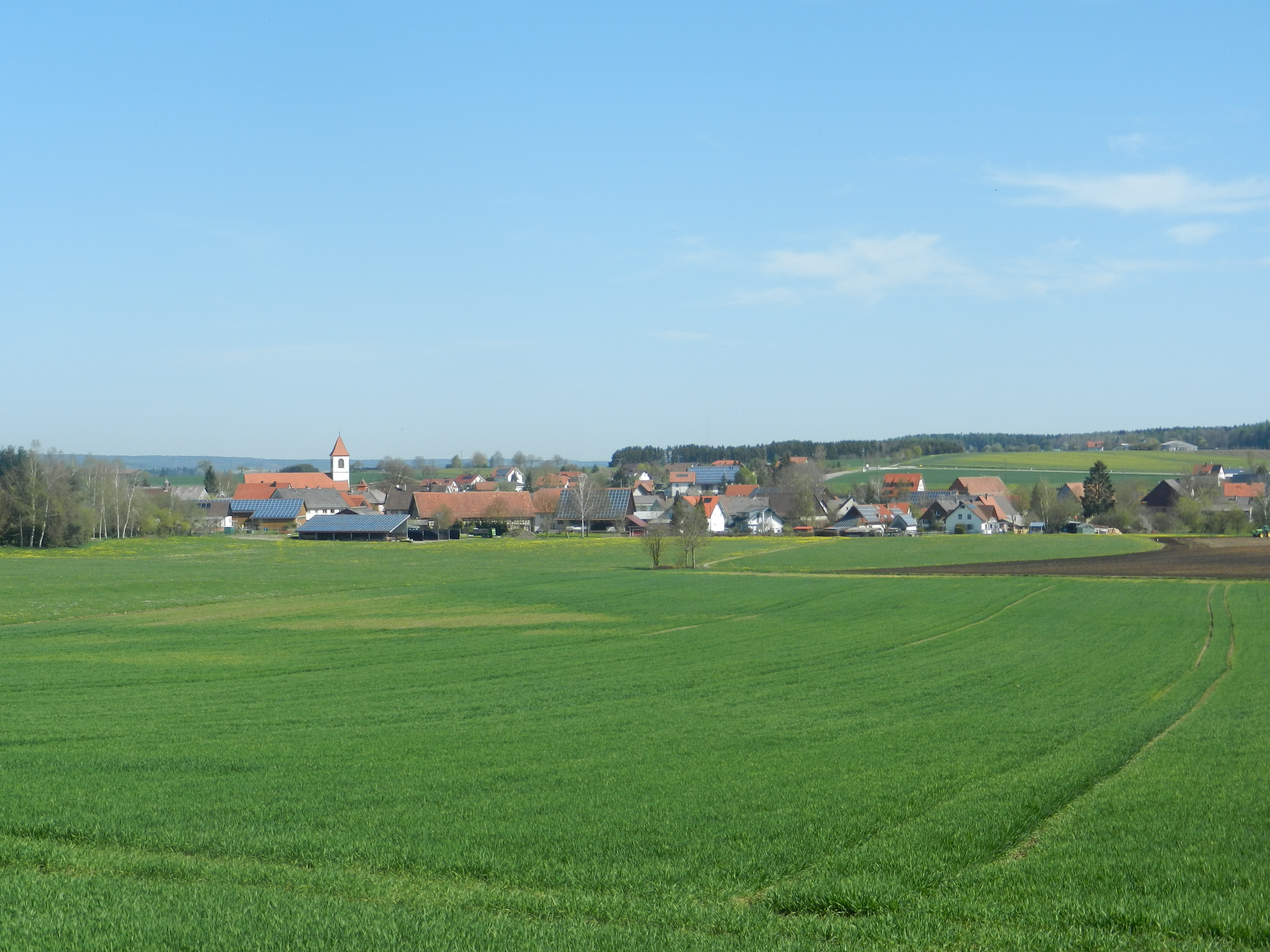
Südansicht

Sauldorf ist eine Gemeinde in Baden-Württemberg und gehört zum Landkreis Sigmaringen.

## Geographie

### Geographische Lage
Das Gemeindegebiet befindet sich im Altmoränenland, das sich hier von der breiten Ablachniederung sowie flachen Talwannen einiger Nebenbäche durchzogen zeigt. Diese sind unter anderem der Rosenbach/Gunzenbach und Krumbach auf Gemarkung Bietingen; Krumbach, Auenbach (Mühlenbach) und Weiherbächle auf Gemarkung Rast und der Auenbach auf Gemarkung Sauldorf. Die Gemarkungsfläche der Gemeinde umfasst rund 4972 Hektar (Stand: 31. Dezember 2024), wobei der Anteil der Gemarkung Sauldorf 1262 Hektar (Stand: 31. Dezember 2024) beträgt.

### Gemeindegliederung
Zur Gemeinde Sauldorf gehören die Ortsteile Bietingen (mit Hölzle), Boll, Krumbach, Rast und Wasser (mit Bichtlingen, Reute, Wackershofen) und das schon länger nach Sauldorf eingemeindete Dorf Roth.
| Wappen    | Ortsteil                                       | Einwohner (Stand: 31. Dez. 2024) | Fläche (Stand: 31. Dez. 2024) | Fläche (Stand: 31. Dez. 2024) |
| --------- | ---------------------------------------------- | -------------------------------- | ----------------------------- | ----------------------------- |
| Bietingen | Bietingen mit Hölzle                           | 164                              | 1.656 ha                      | 06.559.741 m²                 |
| Boll      | Boll                                           | 451                              | 1.729 ha                      | 07.289.570 m²                 |
| Krumbach  | Krumbach                                       | 303                              | 1.512 ha                      | 05.120.527 m²                 |
| Rast      | Rast                                           | 496                              | 1.688 ha                      | 06.881.134 m²                 |
| Sauldorf  | Sauldorf mit Roth                              | 671                              | 1.262 ha                      | 12.622.195 m²                 |
| Wasser    | Wasser mit Bichtlingen, Reute und Wackershofen | 524                              | 1.125 ha                      | 11.248.936 m²                 |

### Schutzgebiete
Sauldorf hat Anteile an vier Naturschutzgebieten. Im Westen liegt das Naturschutzgebiet Feuchtwiesen Schwandorf, im Südwesten liegt ein Schutzgebietskomplex aus den drei Naturschutzgebieten Waltere Moor, Sauldorfer Baggerseen und Schwackenreuter Baggerseen-Rübelisbach. Diese gehören zudem zum FFH-Gebiet Ablach, Baggerseen und Waltere Moor.
Das Gemeindegebiet gehört außerdem größtenteils zum Naturpark Obere Donau.

## Geschichte
Sauldorf, Rast und Roth waren bis 1803 Geistliches Territorium. Sie gehörten zur Benediktinerabtei Petershausen bis zu deren Auflösung und unterstanden dem petershausischen Obervogteiamt Herdwangen. Das Kloster wurde 1802 säkularisiert und fiel an die Markgrafschaft Baden. Als das Gebiet des Obervogteiamtes Herdwangen zu Baden kommen sollte, erhob Österreich allerdings Einwände, sodass die petershausischen Gebiete zunächst unter Sequestratur gestellt wurden, dann aber 1808 endgültig an Baden kamen; dies mit Ausnahme des Ortes Rast, der zunächst dem Fürstentum Hohenzollern-Sigmaringen angegliedert war, dann aber 1812 gegen den zwei Jahre zuvor für kurze Zeit badisch gewordenen Ort Ablach eingetauscht wurde. So kam Rast ebenfalls zum badischen Amtsbezirk Meßkirch.
In Sauldorf endete der Zweite Weltkrieg am 22. April 1945, als französische Truppen den Ort erreichten.
Die heutige Gemeinde wurde im Zuge der Gemeindegebietsreform in Baden-Württemberg am 1. Januar 1974 durch Vereinigung der Gemeinden Bietingen, Boll, Krumbach, Rast, Sauldorf und Wasser zunächst unter dem Namen Wasser neugebildet und am 25. Juni 1974 in Sauldorf umbenannt. Alle Ortsteile der heutigen Gemeinde Sauldorf gehörten bis zum 31. Dezember 1972 dem Landkreis Stockach an.

## Politik

### Gemeinderat
Die Kommunalwahl am 9. Juni 2024 führte zu folgendem amtlichen Endergebnis. Die Wahlbeteiligung betrug 72,1 % (2019: 69,2 %). Der Gemeinderat besteht aus den gewählten ehrenamtlichen Gemeinderäten und dem Bürgermeister als Vorsitzendem. Der Bürgermeister ist im Gemeinderat stimmberechtigt.
| Partei / Liste | Stimmenanteil | Sitze | Ergebnis 2019   |
| Freie Wähler   | 63,0 %        | 8     | 55,3 %, 7 Sitze |
| CDU            | 37,0 %        | 4     | 44,6 %, 5 Sitze |

### Bürgermeister
Bürgermeister ist seit dem 1. März 2023 Severin Rommeler. Er wurde am 18. Dezember 2022 mit 53,9 Prozent der Stimmen gewählt. Er folgte Wolfgang Sigrist (CDU) nach, der von 2007 bis 2023 amtierte und bei der Wahl 2022 nicht erneut antrat. Sigrist wiederum folgte Thomas Kugler (ebenfalls CDU) nach, der ab 1990 amtierte und 2007 zum Bürgermeister von Pfullendorf gewählt wurde.
Amtsinhaber:
- 1990–2006: Thomas Kugler (CDU)
- 2007–2023: Wolfgang Sigrist (CDU)
- seit 2023: Severin Rommeler (parteilos)

### Wappen
| Wappen der Gemeinde Sauldorf | Blasonierung: „In einem durch Wellenschnitt von Silber (Weiß) und Blau geteilten Schild oben ein schräger blauer Schlüssel, dessen Bart aus drei linksgewendeten Haken besteht; unten ein schwimmender, flugbereiter silberner (weißer) Schwan.“ |
| Wappen der Gemeinde Sauldorf | Wappenbegründung: Die am 1. Januar 1974 durch Vereinigung von sechs Orten unter dem Namen „Wasser“ gebildete und am 25. Juni 1974 in „Sauldorf“ umbenannte Gemeinde hat ein Wappen festgelegt, das Bestandteile aus den Wappen ihrer Rechtsvorgängerinnen miteinander vereinigt. Dabei stehen der Schlüssel für die frühere Gemeinde Sauldorf, die drei Haken für Boll, die Wellenteilung für Wasser, der Schwan für Rast und die Flügel für Bietingen und Krumbach. Das Landratsamt Sigmaringen hat das Wappen am 28. Juni 1983 verliehen. |

## Kultur und Sehenswürdigkeiten
Die Gemeinde Sauldorf ist dem Tourismusverband „Donaubergland“ angeschlossen.

### Bauwerke

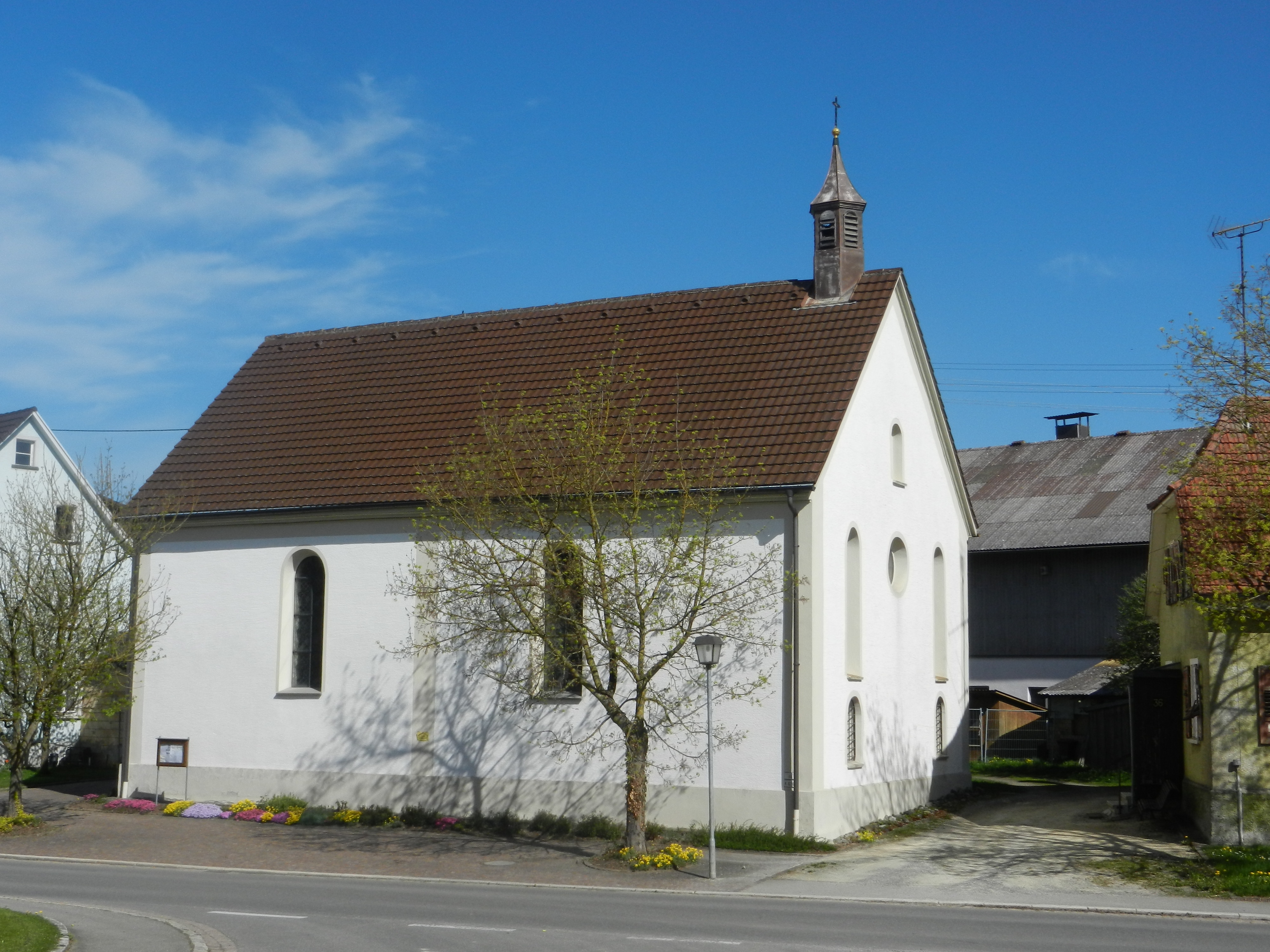
Altkatholische St.-Sebastian-Kirche in Sauldorf

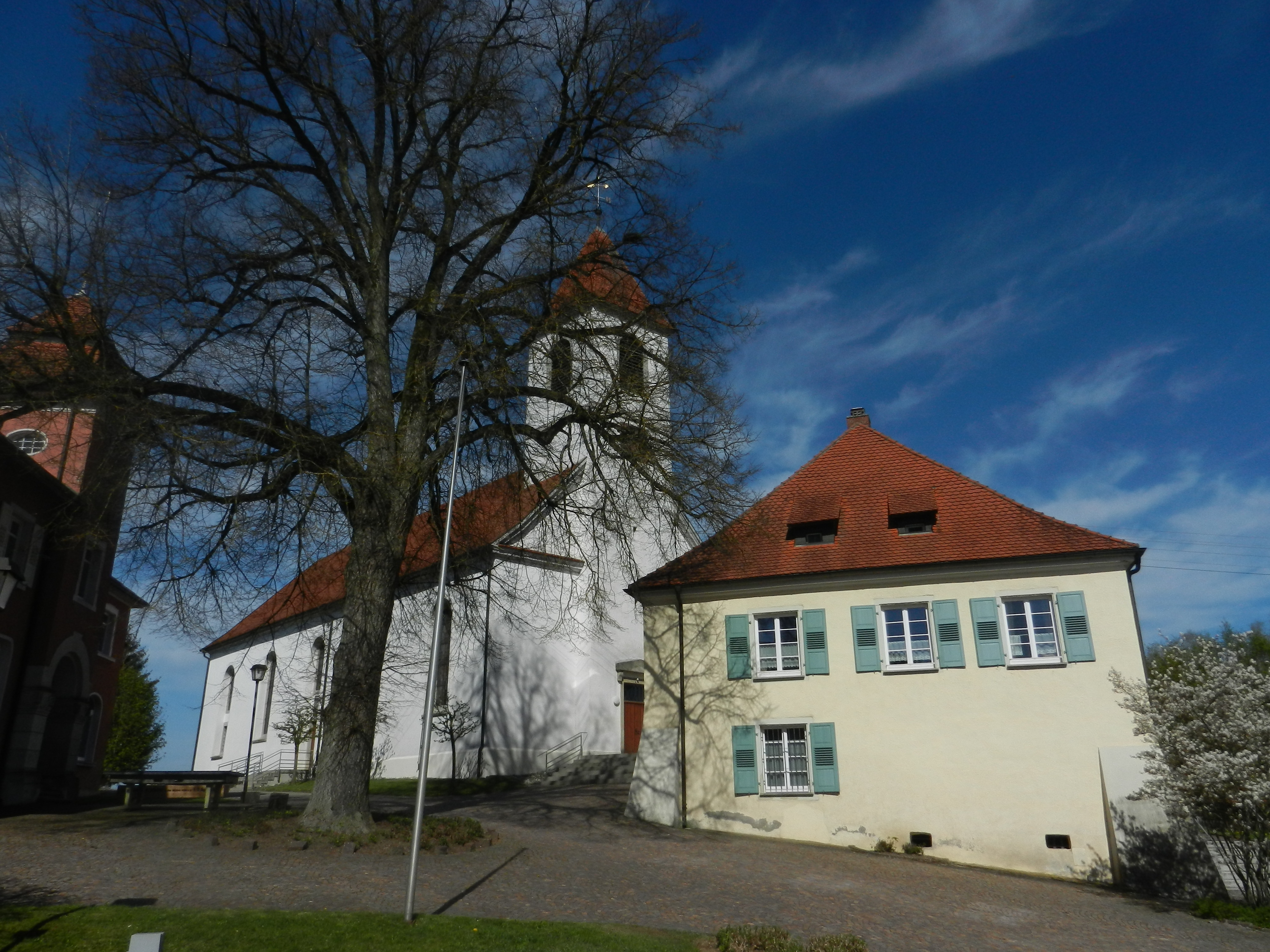
St.-Sebastian-Kirche und Pfarrhaus Sauldorf

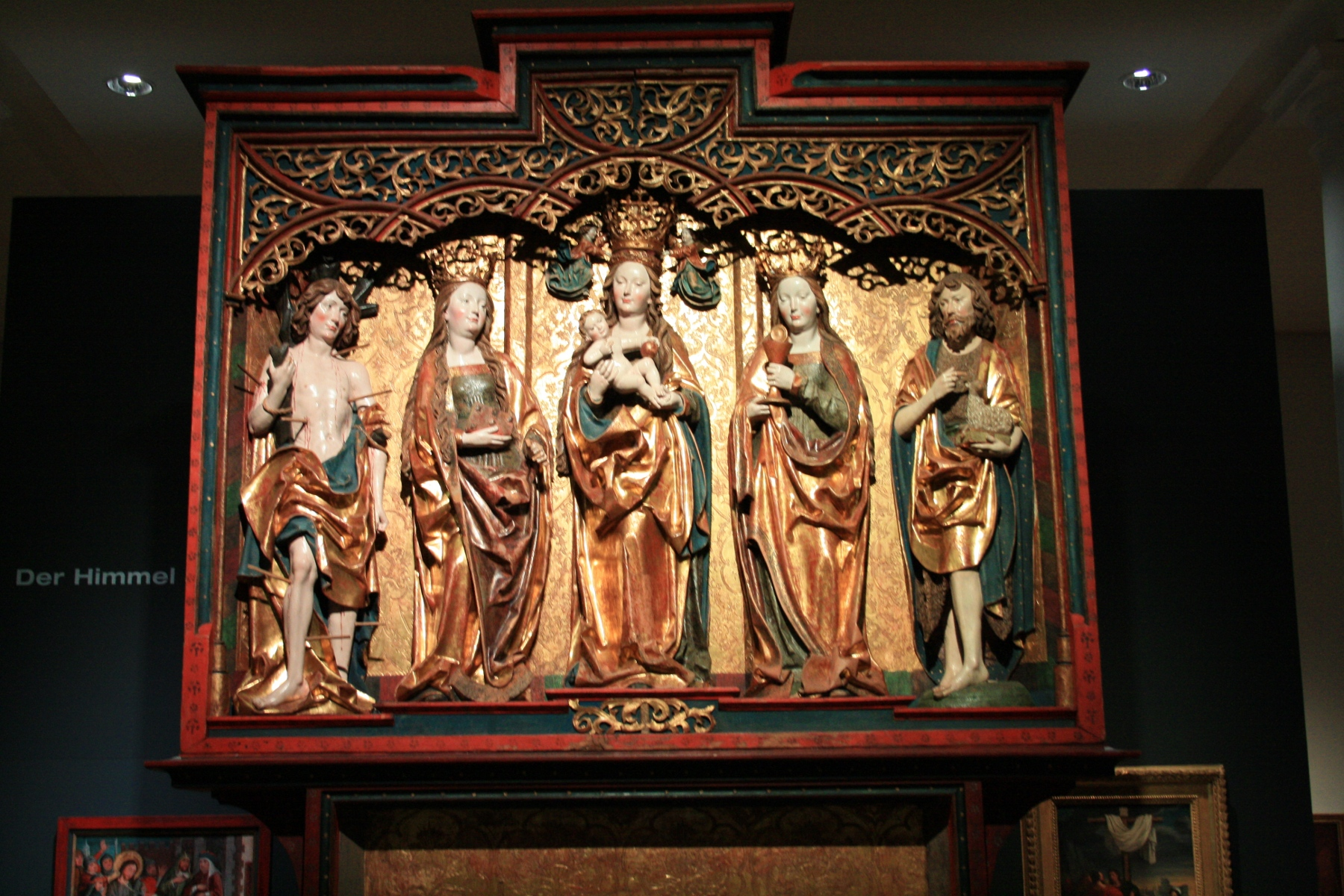
„Rother Altar“, ehem. Altar aus St. Sebastian Sauldorf, dann Roth, heute Zeughaus Mannheim

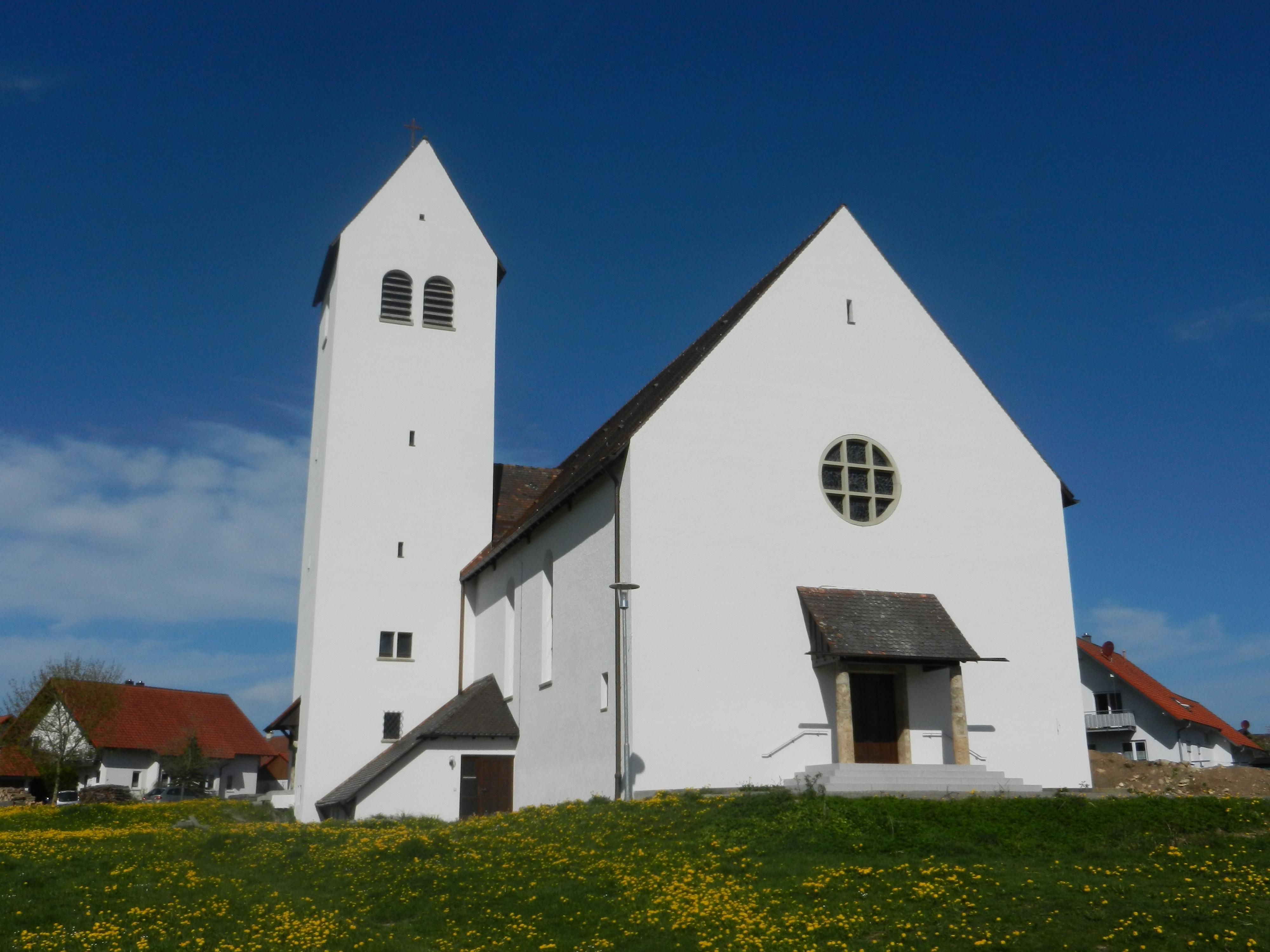
St. Matthäus in Bichtlingen

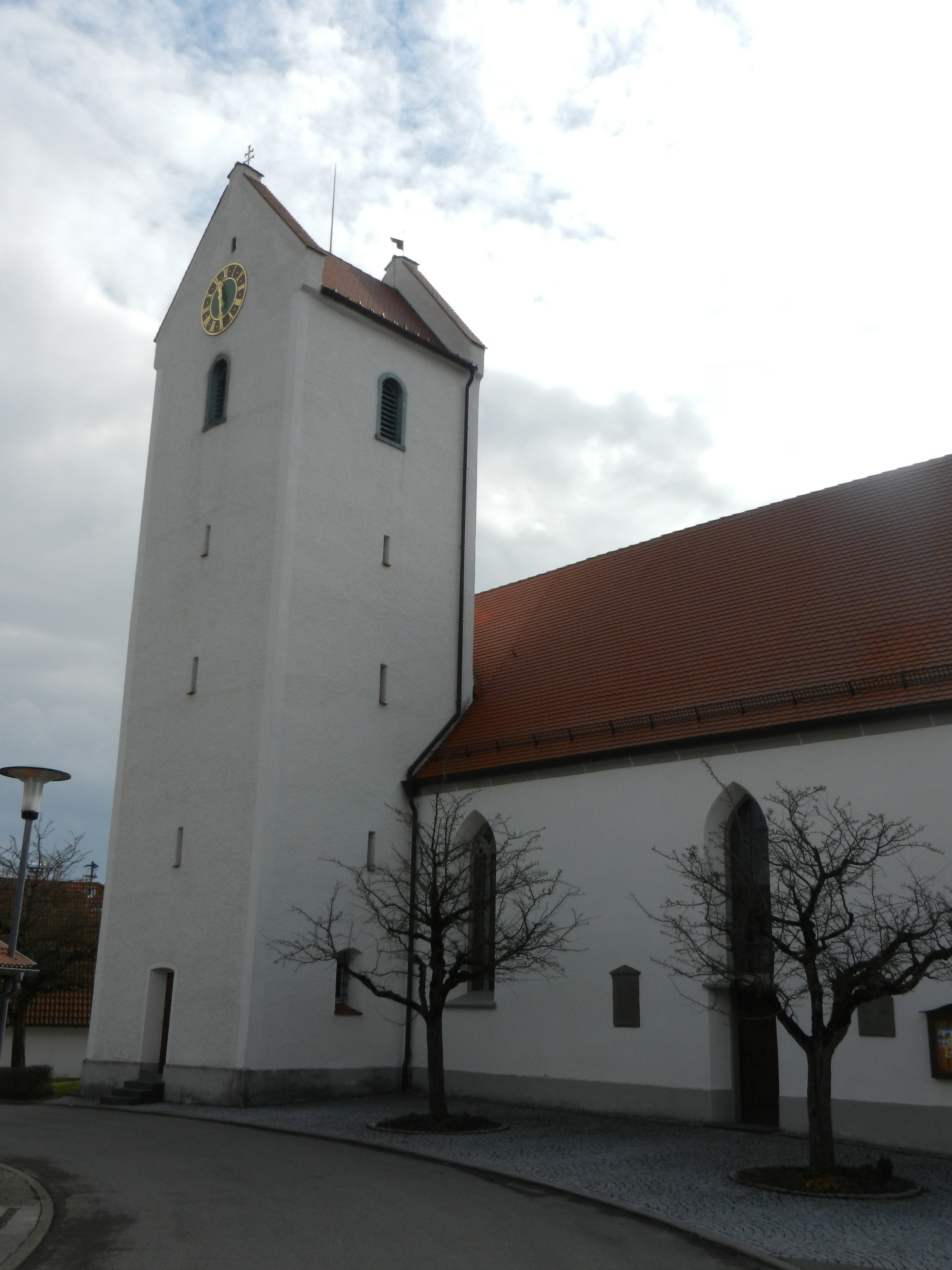
St. Johannes der Täufer in Krumbach

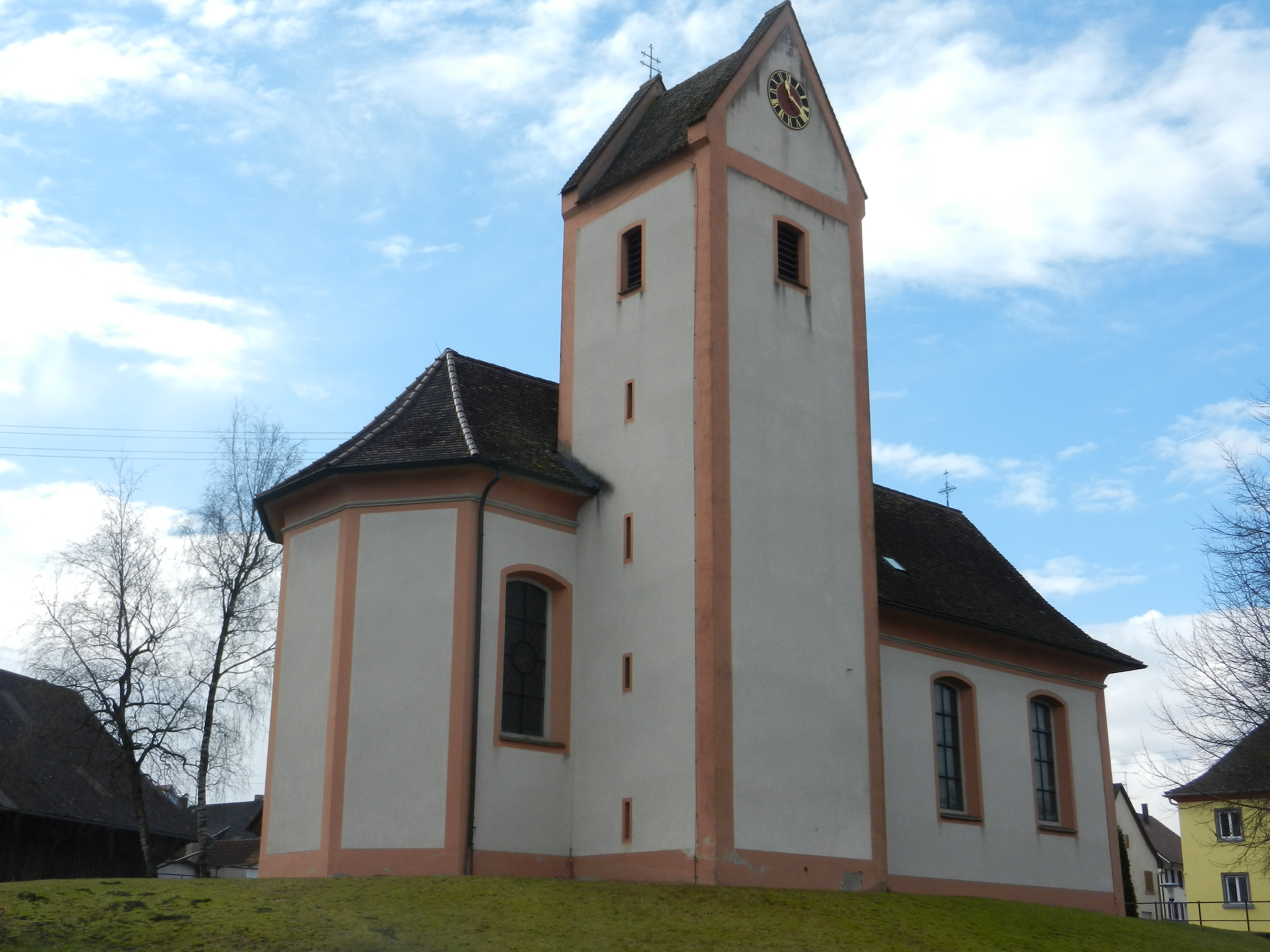
St. Silvester in Boll

- In dem Dorf befinden sich zwei Kirchen: Die alt-katholische St.-Sebastian-Kirche ist nur 150 Meter von der römisch-katholischen Kirche gleichen Namens entfernt.[12] Diese wurde 1832/33 im Barockstil gebaut und hat neubarocke Fresken von Kitschger. In der Pfarrkirche befand sich einst ein Holzschnitzaltar, ein gotisches Marienretabel mit Altaraufsatz, darin im Zentrum Maria mit Jesuskind, Sebastian, Katharina, Barbara und Johannes der Täufer aus der Werkstatt des Niklaus Weckmann, aus Lindenholz geschnitzt, heute „Rother Altar“ genannt, ursprünglich bis in das 19. Jahrhundert in der Pfarrkirche zu Sauldorf und anlässlich einer Renovierung nach Roth verbracht. 1909 wurde er an das Reiß-Engelhorn-Museum Mannheim verkauft.
- Im Ortsteil Krumbach befindet sich die katholische Pfarrkirche St. Johannes der Täufer. Sie war ursprünglich den Heiligen Johannes der Täufer und Oswald geweiht. Ortlof von Heuberg zu Waldsberg war es, der 1522[A 3] den spätgotischen Kirchenbau veränderte und neuaufrichtete. Der nach Westen ausgerichtete Staffelgiebel mit gotischem Portal mit Maßfenstern erinnert eher an eine trutzige Wehrburg als an einen Kirchenbau. Der nördliche Turm mit Satteldach wurde im 12. Jahrhundert errichtet. Den Chor ziert ein Netzrippengewölbe mit gotischen Fensterachsen. Die Kirche besitzt einen wertvollen Hochaltar und Gemälde aus unterschiedlichen Kunstepochen. Der erste, zum spätgotischen Kirchenbau gehörende Hochaltar dürfte im Dreißigjährigen Krieg geraubt oder einem Stilwechsel zum Opfer gefallen sein. Als verschollen gilt auch das 1722 vom fürstbischöflich konstanzischen Hofmaler Johann Jakob Lenz aus Meßkirch geschaffene Hochaltarblatt mit der Taufe Jesu. Von diesem Meister stammt auch die Bemalung der Kassettendecke mit der Himmelfahrt Mariens und den sie säumenden Evangelisten. Der heutige Flügelaltar wurde im Jahreswechsel 1898 durch die Kunstwerkstätte Marmon aus Sigmaringen für 4500 Mark als „stilgerechter“ spätgotischer Flügelaltar mit einem Kruzifix im Tabernakel aufgestellt. Die filigran aus Lindenholz geschnitzten Altäre sind vergoldet als Blumenhab aufgebaut. Ein großes Familienbild mit dem Gekreuzigten hängt auf der Nordseite des Langhauses. Das nach 1526 gemalte Votivbild zeigt die Großfamilie des Ritters Ortlof von Heudorf zu Waldsperg und seine Frau. Die Kirche wurde zwischen 2004 und 2007 vollständig renoviert.[13] Die Orgel mit 576 Orgelpfeifen auf dem Empore wird seit dem Jahr 1870[A 4] bespielt und ist eine von zwei erhaltenen Stücken des Orgelbaumeisters Samuel Friedrich Ruff aus Grosselfingen.[14] Nachdem sie rund zehn Jahren stillgelegt war und durch ein kleines Instrument im Altarraum ersetzt wurde, wurde sie im Jahr 2009 für 86.000 Euro von der Firma Vleugels aus Hardheim saniert.[15]  In der Kirche hängt die Original-Stiftertafel der Familie des Ritters Ortolf von Heudorf zu Waldsberg. Die Tafel beinhaltet namentlich alle 18 Kinder der Ritterfamilie. Die Beschreibung auf dem Bild ist in Latein verfasst. Ritters Ortolf von Heudorf zu Waldsberg, der in spätgotischer Zeit die kleine Kirche hat modernisieren und vergrößern lassen, war einer, der dem alten Glauben treu geblieben ist, denn in der Religionsfrage war der Krumbacher Burgherr einig mit dem Meßkircher Freiherr Werner von Zimmern. Für dieses Treuebekenntnis zu seiner Kirche mag auch das Stifterbild in der Kirche stehen. Es wurde vermutlich um das Jahr 1535 vom Meister von Sigmaringen gemalt.[16] Siehe auch: Burg Waldsberg
- In Bichtlingen befindet sich die katholische Dorfkirche St. Matthäus aus dem Jahr 1951. Die ziegelgedeckte Filialkirche mit ihrem Glockenturm ist nach Westen ausgerichtet. Sie verfügt im Eingangsbereich über eine Stufenanlage vor dem Hauptportal.[17] Die Renovierung der Fassade – schadhafte Stellen wurden ausgebessert, und sie erhielt einen weißen Farbanstrich – und des Daches wurde 2011 abgeschlossen. Im Inneren wurde die Kirche bereits in den Jahren 2002 bis 2004 saniert. Patrozinium des Kirchenheiligen Matthäus ist der 21. September.[18]
- In Bietingen befindet sich die katholische Kirche St. Cyriak. Sie wurde 2007 teilweise restauriert.
- In Roth befindet sich die Kapelle St. Sebastiani.[19]
- Auf dem Schlossbühl bei Reute finden sich die Reste einer ehemaligen Motte. In der Nähe befand sich das vor 700 Jahren abgegangene Dorf „Schonloch“.[20][21]

### Naturdenkmäler
- Das Naturschutzgebiet „Sauldorfer Baggerseen“ besteht aus fünf hintereinander aufgereihten ehemalige Baggerseen entlang der Bahntrasse der Hegau-Ablachtal-Bahn südwestlich von Sauldorf. Das Naturschutzgebiet bietet der Flora und Fauna ein reichhaltiges Refugium. Nach der Auskiesung haben sich die Seen zu einem wahren Vogelparadies entwickelt. In dem Schutzgebiet leben zum Beispiel die seltenen Schwarzhalstaucher und die Kolbenente. Einer der Seen wurde zu einem Amphibien-Biotop umgestaltet. Auf mehreren Hektar Fläche entstanden Flachwasserzonen für Amphibien, Schmetterlinge und Libellen. Es konnten Schwarzstörche beobachtet werden, die sich in Baden-Württemberg nur an zwei Standorten niedergelassen haben.[12] Sie sind Teil von insgesamt zehn Seen, die die Sauldorfer Seenplatte ausmachen und die alle im Zusammenhang mit dem Nassabbau von Kies entstanden sind.  Der See 1 wurde von der Kiesfirma Valet und Ott noch bis 2017 zur Entnahme von Kieswaschwasser und zur Einleitung von Schlämmmateriel genutzt. Ab 2010 wurde die Wasserfläche zum Biotop umgestaltet.[22]
- Das Naturschutzgebiet „Waltere Moor“ ist ein 90 Hektar umfassendes Übergangsmoor zwischen Nieder- und Hochmoor, welches sich ausschließlich über Oberflächenwasser erhält. Es entwässert sich über vier Seitengräben des Rinkenbachs zur Ablach hin. Der Rinkenbach liegt ein Meter tiefer als die Waltere. Zur Sicherung des Wasserstands im Sauldorfer Moor wurden im April 2010 in die Seitengräben Weidenrutenlager eingebaut.[23]

## Wirtschaft und Infrastruktur

### Verkehr

#### Bus- und Bahnverkehr
Der Öffentliche Nahverkehr wird durch den Verkehrsverbund Neckar-Alb-Donau (NALDO) gewährleistet.
An den Schienenverkehr wurde Sauldorf im Jahr 1875 mit der Bahnstrecke Radolfzell–Mengen angeschlossen. Im Jahre 1969 wurde zunächst der Personenverkehr auf der sogenannten Hegau-Ablachtal-Bahn eingestellt, dem aus wirtschaftlichen Gründen auch die Einstellung des Güterverkehrs folgte. 2021 wurde die Strecke als Freizeitbahn unter dem Namen Biberbahn reaktiviert. An Wochenenden gibt es drei Mal täglich Fahrten; hierfür wurde in Sauldorf ein neuer Bahnsteig errichtet. Bis 1971 gab es in Roth einen Haltepunkt an der Bahnstrecke Altshausen–Schwackenreute.

#### Radverkehr
Über eine Alltagsroute aus dem Radnetz Baden-Württemberg ist Krumbach mit Meßkirch und Stockach verbunden.
Durch das Ablachtal, also insbesondere durch Unterbichtlingen, verläuft der Hohenzollern-Radweg. Er verläuft vom Bodensee über die hohenzollerischen Städte Sigmaringen und Hechingen und über Rottenburg am Neckar und Esslingen nach Weinstadt im Rems-Murr-Kreis.

#### Luftverkehr
Im Ortsteil Boll befindet sich das Ultraleichtfluggelände Sauldorf-Boll des Ultraleicht-Fliegerclubs Boll.

### Bildung
- Auentalschule Sauldorf (als Grund- und Hauptschule mit Werkrealschule)

## Persönlichkeiten
Söhne und Töchter der Gemeinde
- Hermann Baier (1881–1938), geboren in Reute, Historiker und Archivar
- Andreas Müller (1931–2020), Franziskanerpater und Gründer der „Missionszentrale der Franziskaner“, geboren im Ortsteil Boll.

Persönlichkeiten, die vor Ort gewirkt haben
- Adolf Hensler, seit 1992 Träger der Verdienstmedaille des Landes Baden-Württemberg
- Michael Kempter (* 1983), jüngster Schiedsrichter der Fußball-Bundesliga, aufgewachsen und wohnhaft im Ortsteil Krumbach.
- Robert Kempter (* 1988), jüngster Schiedsrichter der Zweiten Fußball-Bundesliga, aufgewachsen und wohnhaft im Ortsteil Krumbach und Bruder von Michael Kempter.
- Johann Martin Schleyer (1831–1912), Erfinder der Plansprache Volapük, wirkte als Pfarrer von 1867 bis 1875 im Ortsteil Krumbach.
- Arnold Stadler (* 1954), Schriftsteller, seit 2002 Träger der Verdienstmedaille des Landes Baden-Württemberg, aufgewachsen und wohnhaft im Ortsteil Rast.